# Joseph B. Foraker
Joseph Benson Foraker, född 5 juli 1846 i Highland County, Ohio, död 10 maj 1917 i Cincinnati, Ohio, var en amerikansk republikansk politiker och jurist. Han var den 37:e guvernören i delstaten Ohio 1886-1890 och ledamot av USA:s senat 1897-1909.
Foraker deltog i amerikanska inbördeskriget i nordstaternas armé. Han utexaminerades 1869 från Cornell University. Han studerade därefter juridik och inledde sin karriär som advokat i Cincinnati. Han gifte sig 1870 med Julia Bundy. Paret fick fem barn. Foraker arbetade som domare 1879-1882.
Foraker förlorade guvernörsvalet i Ohio 1883 mot demokraten George Hoadly. Han vann sedan guvernörsvalet 1885 och omvaldes två år senare. Foraker kandiderade 1889 till en tredje mandatperiod som guvernör men förlorade mot utmanaren James E. Campbell.
Foraker efterträdde 1897 demokraten Calvin S. Brice som senator för Ohio. Han omvaldes sex år senare. Foraker kandiderade till en tredje mandatperiod som senator för Ohio men förlorade i republikanernas primärval mot Theodore E. Burton.
Foraker fick 16 röster vid republikanernas konvent i Chicago när partiet valde sin presidentkandidat inför presidentvalet i USA 1908. Foraker kom på sjunde plats i omröstningen. Partiet nominerade med 702 röster William Howard Taft som sedan vann själva presidentvalet.
Forakers grav finns på Spring Grove Cemetery i Cincinnati.